# Fredrik Sundbärg

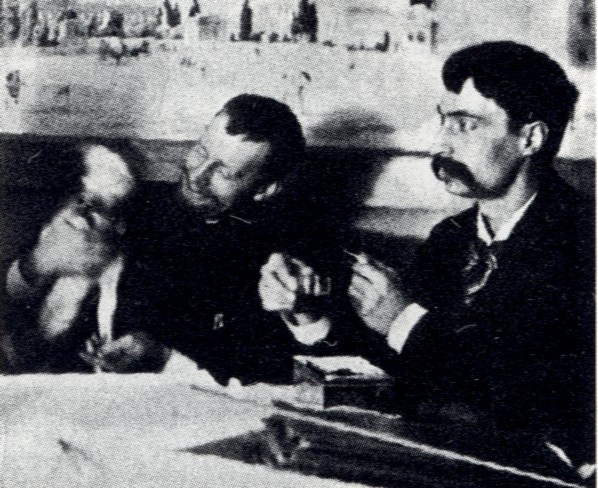
Fredrik Sundbärg (till höger) med kollegan Gustaf Wickman 1891.

Johan Fredrik Sundbärg, född 18 februari 1860 i Leksand, död 29 april 1913 i Ulricehamn, var en svensk arkitekt, stadsplanerare och målare.
Han var son till kronolänsmannen Anders Johan Sundbärg och Hedda Catharina Beata Wahlbäck och gift med Sigrid Clara Gabriella Andersson (född 1872) samt bror till Gustav Sundbärg och far till Gunnar Sundbärg.
Fredrik Sundbärg studerade vid Kungliga Tekniska högskolan i Stockholm och vid Konstakademien 1878–87. Sundbärg började sin arkitektbana 1887 vid hos Adolf Emil Melander på Stockholms stads stadsplanekontor. Han var stadsarkitekt i Jönköpings stad 1891–1900, där han blandat annat ritade Jönköpings polis- och brandstation, därefter i Landskrona fram till sin död. Han var tillsammans med Per Olof Hallman en av de första att introducera Camillo Sittes teorier i Sverige. Dessa två utformade tillsammans det vinnande förslaget i 1901 års stadsplanetävling i Göteborg.
Vid sidan av sin verksamhet som arkitekt var han verksam som akvarellmålare. Han medverkade i samlingsutställningar arrangerade av Konstföreningen för södra Sverige och som medlem i Skånska konstnärslaget medverkade han med modeller i konstnärslagets Malmöutställning 1903 och Norrköping 1906. Hans konst består huvudsakligen av landskapsskildringar med eller utan arkitekturmotiv och stilleben
Fick en minnessten år 2013 på Landskrona Walk of Fame som då invigdes av Sveriges kung Carl XVI Gustaf.

## Byggnader i urval
- Slottsvillan, disponentvilla för Husqvarna Vapenfabrik, Huskvarna, 1896
- Gamla brandstationen, Jönköping, 1898
- Helmershus, Jönköping, 1901
- Gamla sparbankshuset i Jönköping
- Brand och Lifförsäkringsaktiebolaget Skåne, Norra Vallgatan, Malmö (med Alfred Arwidius), 1903
- Malmö Museer, idag del av Malmö stadsbibliotek (med John Smedberg), 1900
- Teater i Landskrona (med Alfred Arwidius)
- Teater i Ronneby (med Alfred Arwidius)
- Vattentorn i Landskrona
- Badhus i Landskrona (rivet)
- Elverk i Landskrona
- AF-borgen i Lund, om- och nybyggnad, 1909–11
- Brandstation i Landskrona, idag Landskrona stadsbibliotek
- Örenäs slott, 1914–18

## Bilder

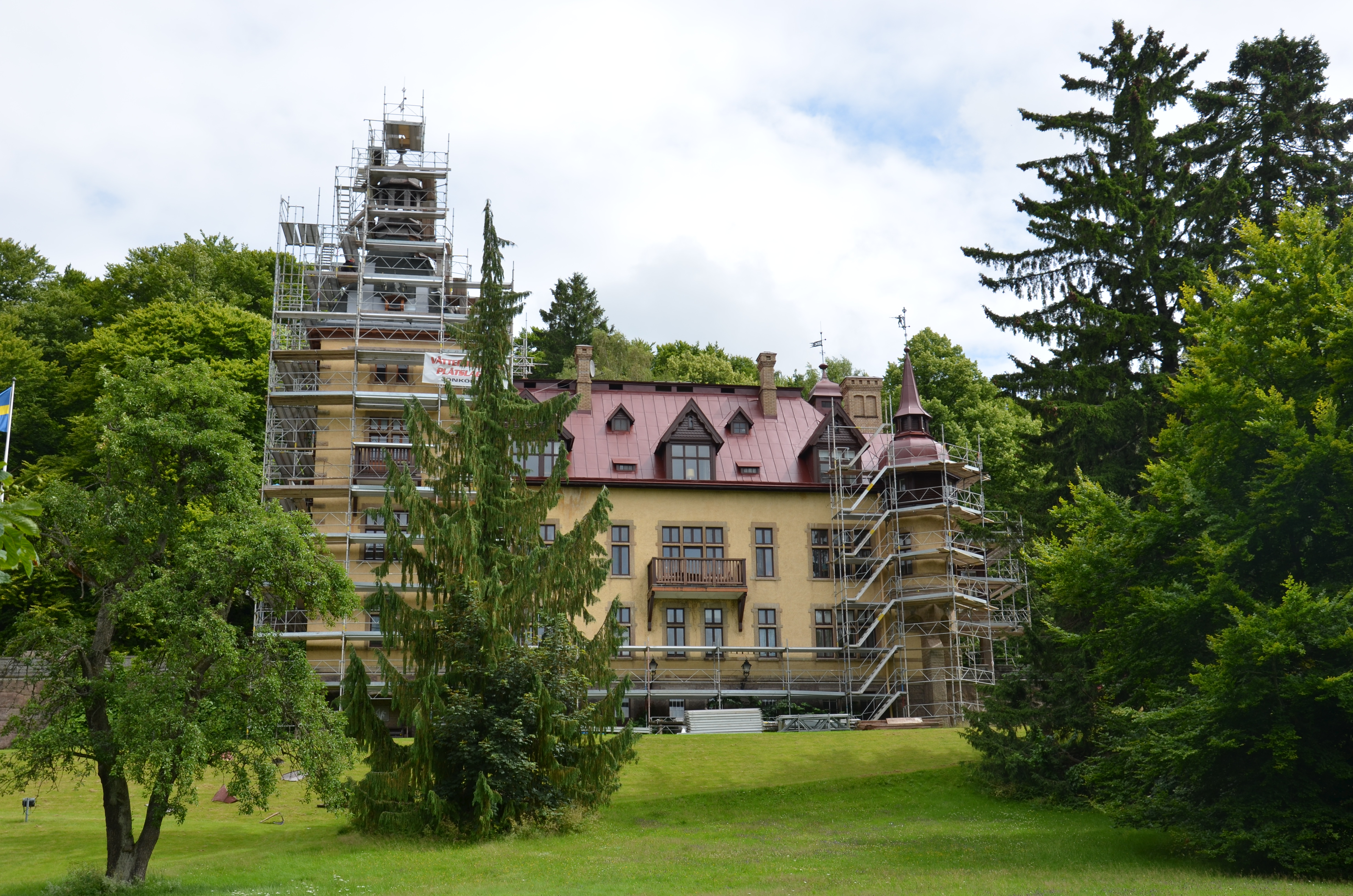
Slottsvillan, Huskvarna
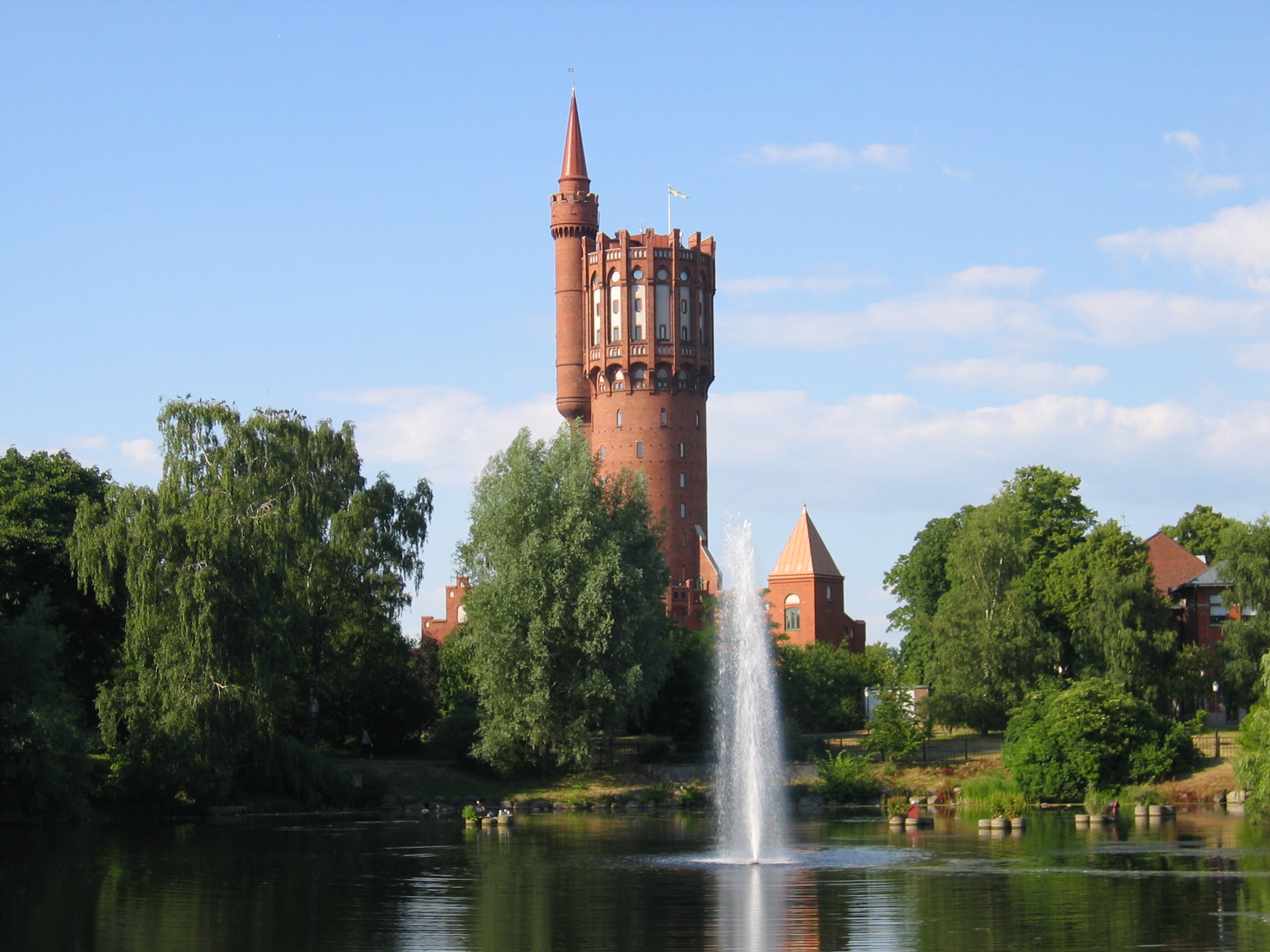
Gamla vattentornet, Landskrona
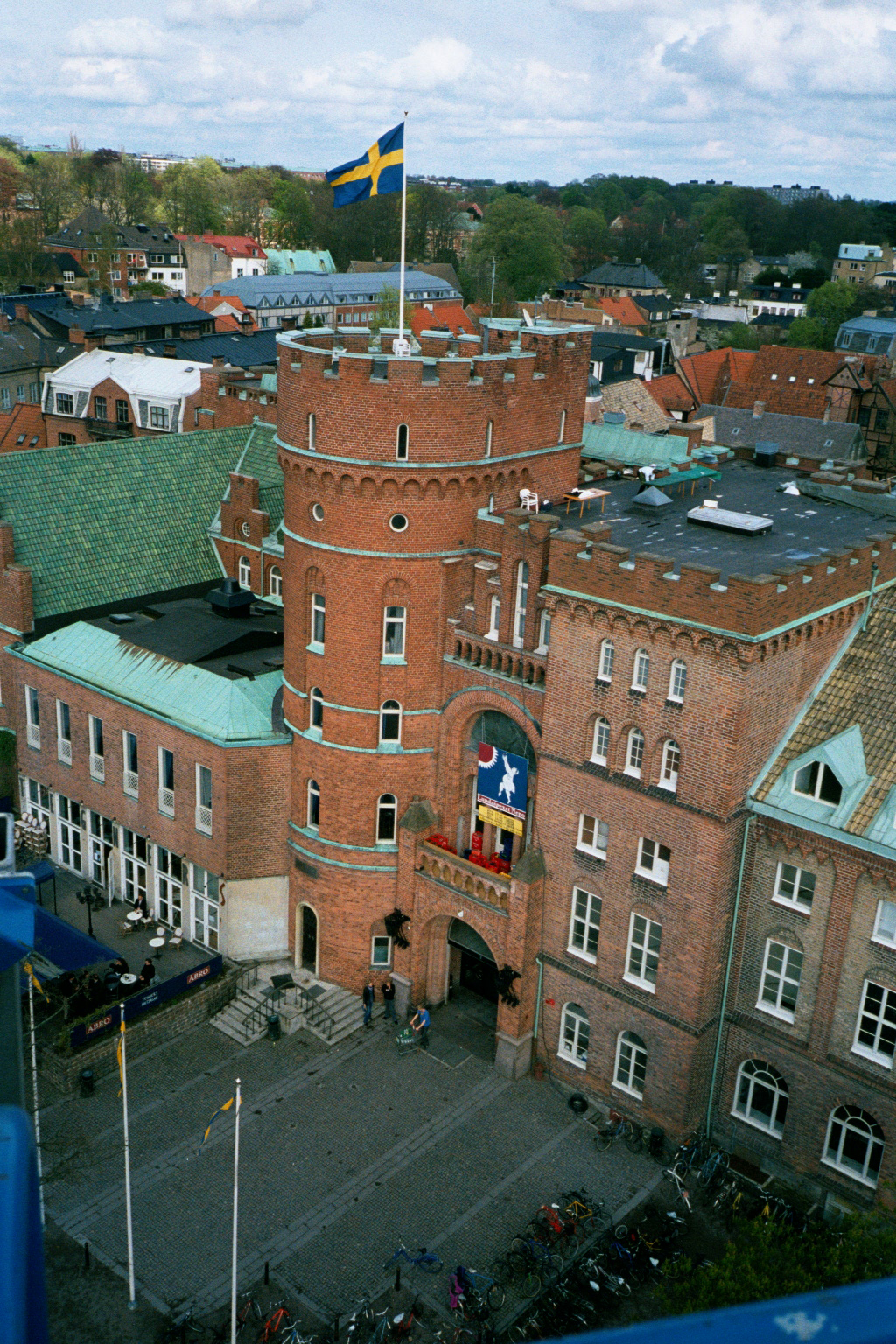
AF-borgen, Lund (tillbyggnad 1909–11)
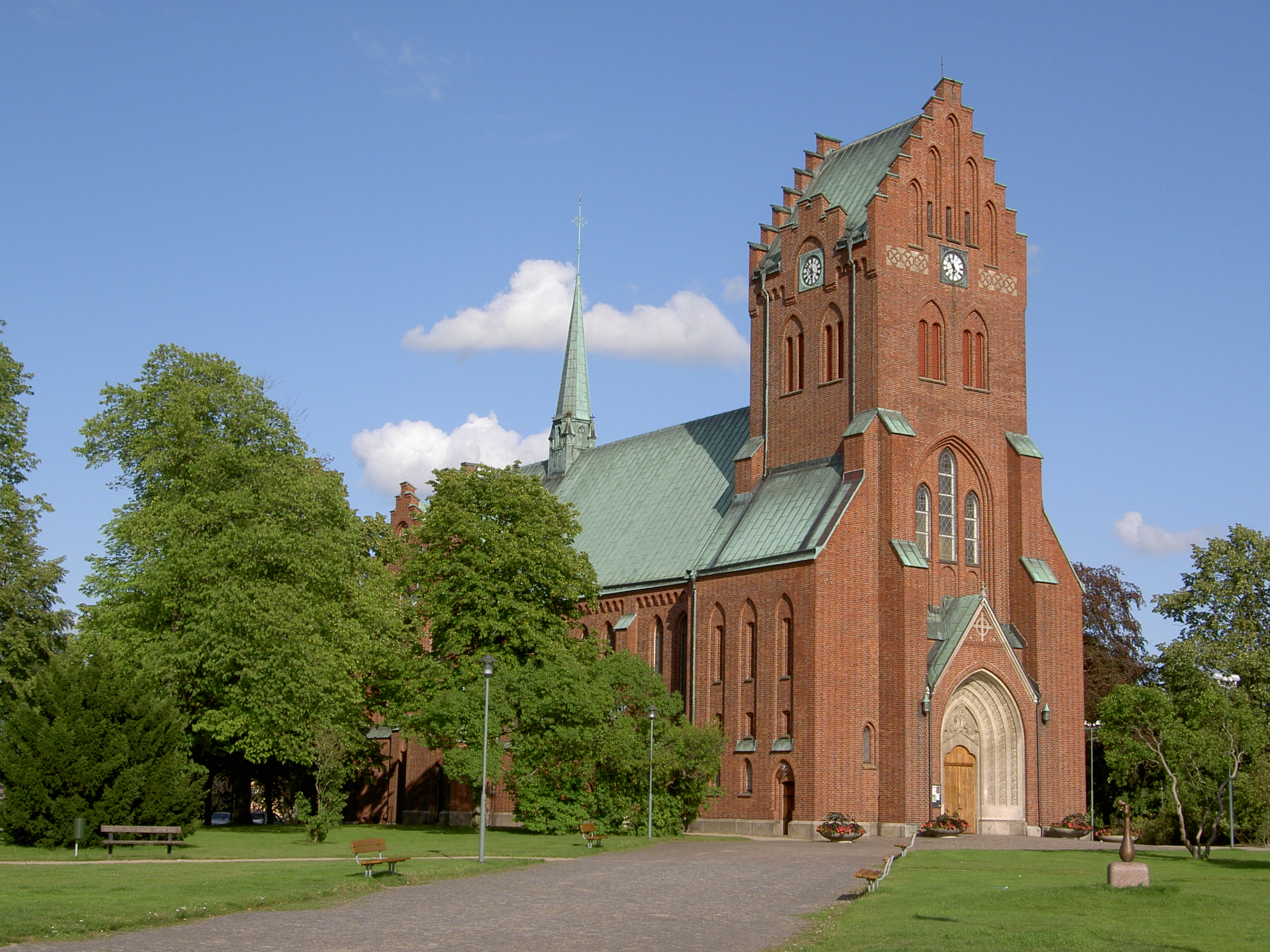
Hässleholms kyrka, 1913–14
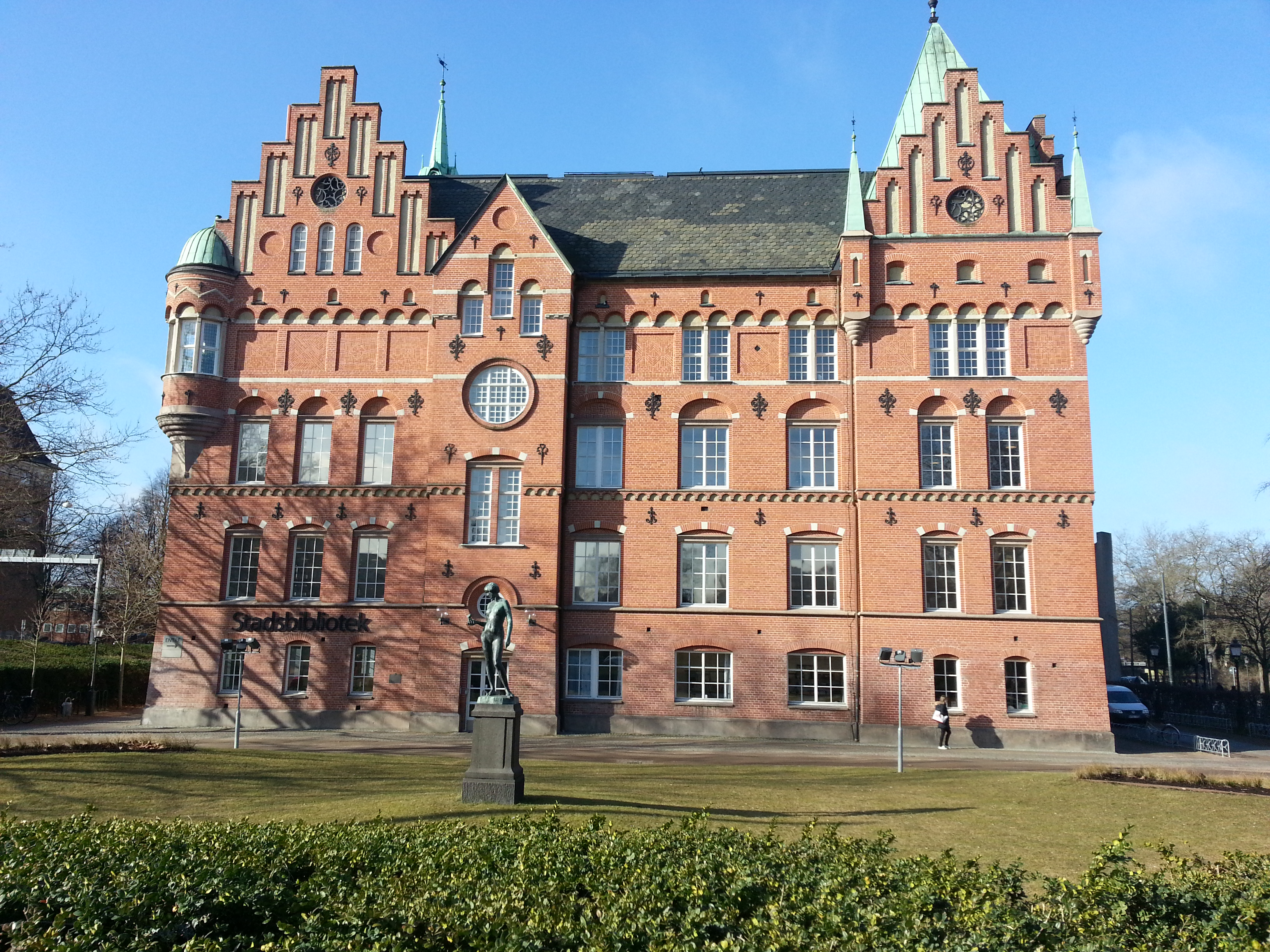
Malmö museer
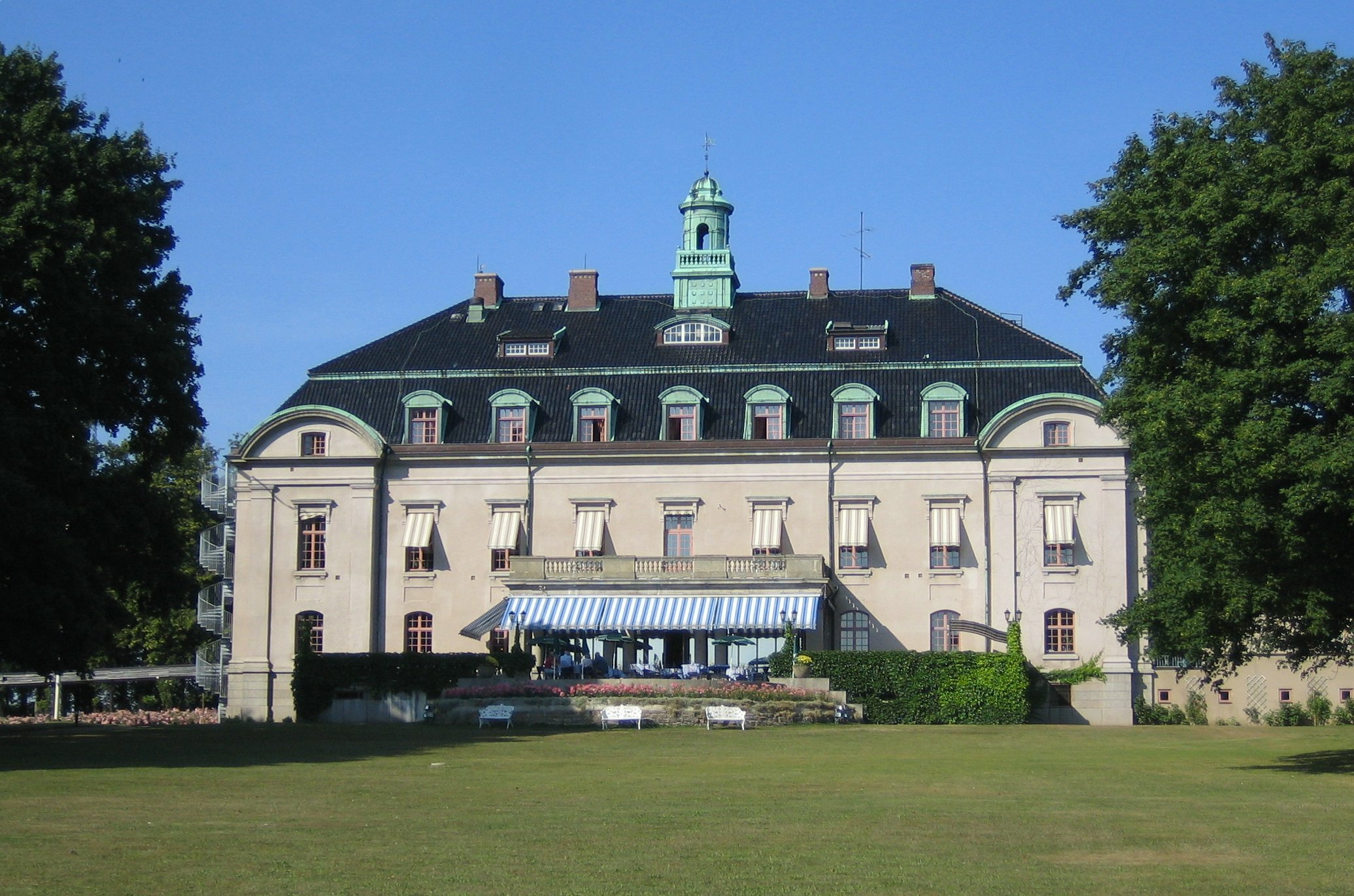
Örenäs slott